# Juan Hispalense (siglo XII)
Iohannes Avendehut Hispanus, también llamado Iohannes Hyspalensis, Johannes Hispanicus, Johannes Toletanus, Avendeuth, Juan Hispano, Juan Hispalense, Juan el Sevillano y Juan el Toledano (Sevilla,? - Toledo, ca. 1180), fue un filósofo, compilador y traductor español.

## Biografía
Fue, junto con Domingo Gundisalvo, el principal traductor de árabe a castellano en la primera época de la Escuela de Traductores de Toledo. Se sabe que era judeoconverso, pero no es segura la identificación entre Juan Hispano (Ibn Dawud) y Juan Hispalense, a quienes muchos autores consideran una persona diferente. Colaboró con Gundisalvo entre 1130 y 1150, y continuó sus traducciones hasta 1180, año de su muerte. En el proceso de traducción, Juan traducía del árabe al romance castellano y Gundisalvo, del castellano al latín.
Su obra traductora es muy amplia, e incluye obras de diversas materias: Astronomía/Astrología –tradujo a Masallah, al-Farghani, al-Haiyal, Albumasar, al-Kindi, Omar ibn al-Farruhan, Ahmad ibn Yusuf, al-Battani, Thábit ibn Qurra, Alcabitius, etc.–, Filosofía –tradujo Pseudo Aristóteles, Avicena, Qusta ibn Luqa, al-Farabi, Ibn Gabirol, al-Ghazali, etc.–, Álgebra y Medicina –el importante Libro de la curación de Avicena–.
Además fue autor de varias compilaciones, con síntesis sacadas de las obras que traducía y estudiaba, junto a sus propias observaciones e interpretaciones, especialmente en Astrología.